# Amigny
Amigny é uma comuna francesa na região administrativa da Normandia, no departamento Mancha. Estende-se por uma área de 3,73 km². Em 2010 a comuna tinha 155 habitantes (densidade: 41,6 hab./km²).